# Skötare (psykiatri)
Skötare är en arbetstitel i Sverige inom psykiatrisk vård. En äldre titelbenämning är mentalskötare, som då var en gymnasial fördjupning inom psykiatri för yrket undersköterska. Skötare har en roll liknande undersköterskor inom kroppssjukvården. Utbildning till skötare är numera en yrkeshögskoleutbildning. Kompetensen som krävs är hög för arbete inom psykiatrisk vård, man ska besitta en specialistundersköterskeexamen på yrkeshögskolenivå för att få tjänstgöra som skötare inom psykiatrin. Titeln mentalskötare är utfasad och bedöms enligt socialstyrelsen något bristfällig angående kompetensen som krävs inom psykiatrisk sjukvård.
Skötare kan arbeta vid sjukhus inom landstinget på avdelningar som till exempel allmänpsykiatrisk avdelning, psykosavdelning eller psykiatrisk intensivvårdsavdelning (PIVA). De kan också arbeta inom kommunen och då kan yrkestiteln vara boendestödjare, även om personer med annan utbildning också kan ha denna roll. Skötarens främsta uppgift är att stödja individen och motivera denne till att klara av sin vardag. Detta kan ske genom samtal och praktiskt samarbete i hemmet eller på sjukhusavdelning. En skötare kan också arbeta på olika behandlingshem. 
Både manliga och kvinnliga personer med yrket kallas skötare. Sköterska är en informell beteckning, som kan syfta på en sjuksköterska.